# Bloomberg TV Bulgaria
Bloomberg TV Bulgaria (произнася се Блумбърг Ти Ви България) е български телевизионен канал с икономическа насоченост, който стартира на 19 октомври 2015 година.
Телевизията е част от международната група канали на Bloomberg и е собственост на „Инвестор.БГ АД“ от „Холдинг Варна“ (част от групата ТИМ), в което се включват още националният ТВ канал Bulgaria ON AIR (стартирал на мястото на телевизия MSAT), едноименните списания и радиостанция (на мястото на „Алфа Радио“), както и онлайн групата Investor Media Group, която включва порталите Investor.bg, Dnes.bg, Imoti.net, Puls.bg, Boec.BG, Tialoto.bg и други.
Каналът е фокусиран върху икономически и финансови новини, пазарна информация и интервюта и анализи за бизнеса от България и света. Телевизията излъчва и оригинални продукции на Bloomberg Television, сред които истории на успеха, документални филми и икономически предавания. Представя новини от пазарите във всекидневна пряка връзка с журналистите, експертите и анализаторите на Bloomberg в Лондон, Ню Йорк, Хонконг, Токио и други.

## История
Bloomberg TV Bulgaria стартира на 19 октомври 2015 година като резултат от партньорството между телевизия Bulgaria ON AIR и Bloomberg Television от 2013 година. Дотогава Bulgaria ON AIR излъчва съдържание в рамките на партньорството с Bloomberg до октомври 2015 година, когато телевизията е профилирана на политематична, а икономическата програма е прехвърлена в новия самостоятелен канал Bloomberg TV Bulgaria. Екипът на телевизията се състои от икономическите журналисти, работили за Bulgaria ON AIR преди да стане политематична, както и от редакторите на сайта за финансови новини и информация Investor.bg.

## Кабелна и сателитна мрежа
Програмата на Bloomberg TV Bulgaria се разпространява в мрежите на кабелни, сателитни и IPTV оператори и онлайн на своят уебсайт на територията на България. Телевизията е достъпна и в HD формат на картината.